# Air France-KLM Cargo
 (février 2014).
Si vous disposez d'ouvrages ou d'articles de référence ou si vous connaissez des sites web de qualité traitant du thème abordé ici, merci de compléter l'article en donnant les références utiles à sa vérifiabilité et en les liant à la section « Notes et références ».
Air France Cargo (code AITA : AF ; code OACI : AFR ; indicatif radio : airfrans) est une filiale d'Air France chargée de son activité fret. De ce fait, elle fait partie du groupe Air France-KLM. Air France Cargo n'existe plus en tant que marque (en dehors des États-Unis pour cause de loi antitrust), il s'agit maintenant de la marque Air France-KLM-Martinair Cargo. Le commandement du Cargo Management Team (CTM) est assuré au niveau groupe AF-KLM par Adriaan den Heijer pour Air France KLM Martinair Cargo et Christophe Boucher pour l’entité Air France Cargo de la compagnie Air France.

## Historique
Le 23 février 2009, Air France Cargo prend livraison de son premier Boeing 777F dont elle est la compagnie de lancement.
Le 16 décembre 2021, Air France Cargo a signé une lettre d'intention en vue d'acquérir 4 Airbus A350F.

## Activités et produits
- Segmentation Produits : "Équation" / "Cohésion" / "Variation" / "Dimension" + "Poste".
- Produits transportés : Pharmaceutiques / Animaux vivants / Œuvres d'art / Matériel aérospatial / Mode / Périssables / Automobiles / Articles réglementés / etc.
- Classement mondial : 3e place IATA en TKT (Tonnes/Km/Transportées)2013.
- Classement Européen : 2e place.
- Résultats AFKLMP Cargo fin 2012 : 1 400 000 tonnes transportées.
- Superficie du Hub Cargo d'AF Cargo-CDG : 120 000 m2 (équivalent 12 terrains de football)avec une capacité de traitement d'environ 1 million de tonnes
- Superficie du Hub Cargo KLM-MP Cargo Amsterdam-Schiphol (SPL) : 68 000 m2 avec une capacité de traitement de 500 000 tonnes.

## Flotte

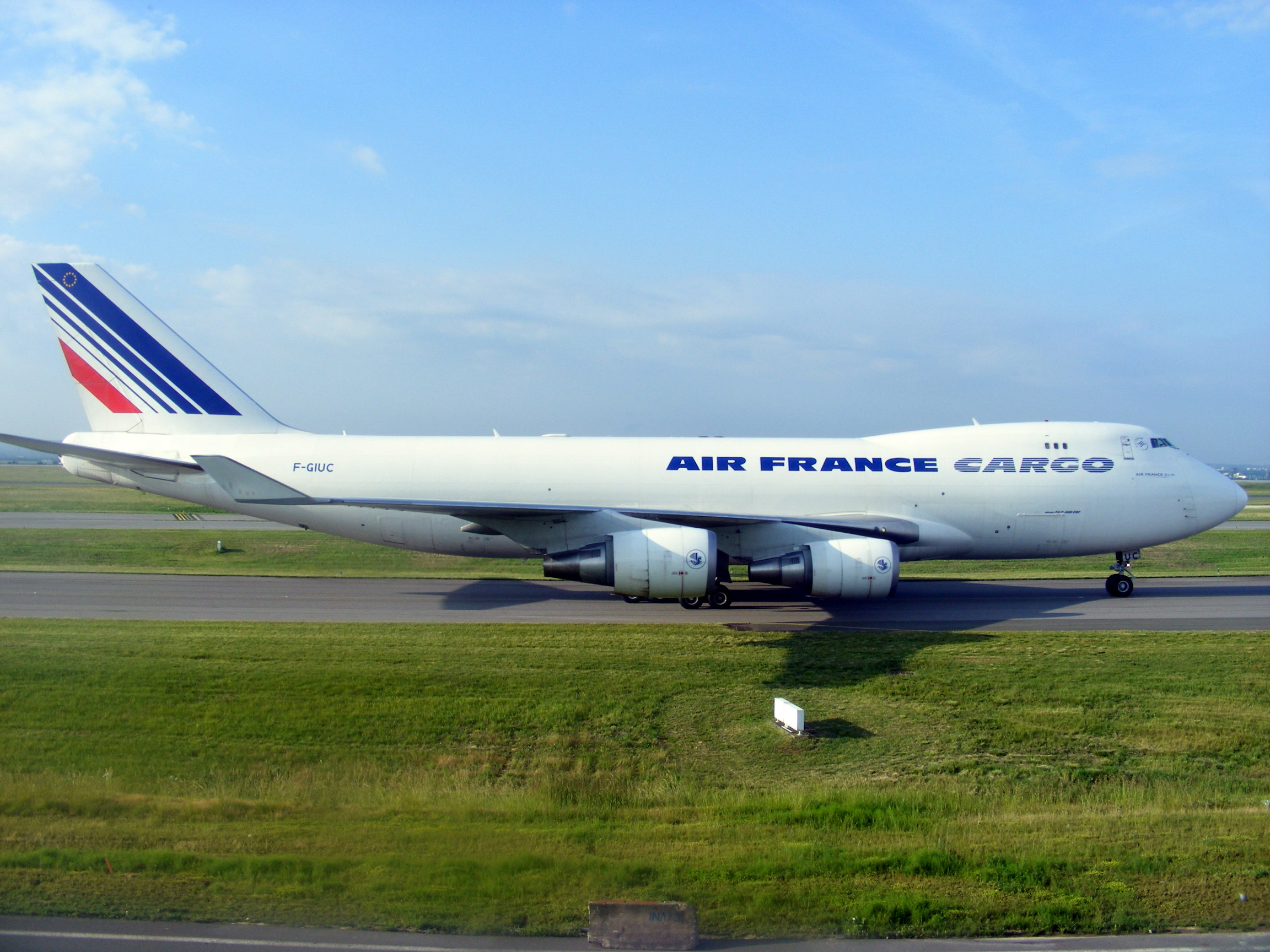
Air France Cargo Boeing 747-428ERF F-GIUC Paris CDG

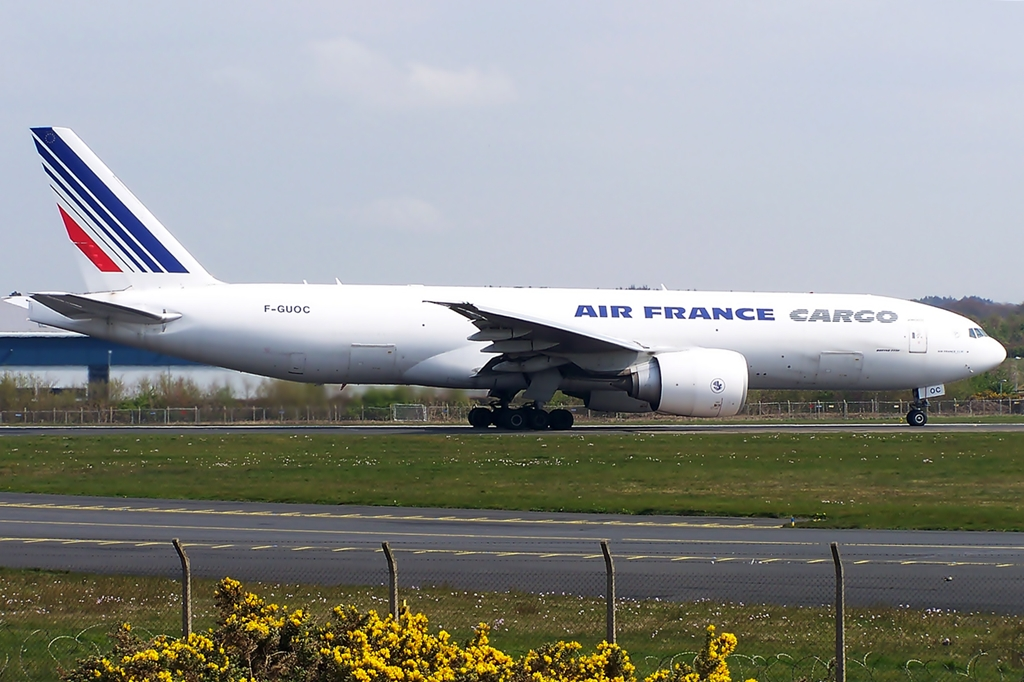
Boeing 777F Air France Cargo (Ancienne livrée)

La compagnie possède, en 2023, 247 avions (inc. filiales) dont 2 uniquement à usage cargo, les 245 restants étant partagés avec l'activité passagers d'Air France. 

## Flotte historique
- Boeing 707
- Boeing 747-200
- Boeing 747-400